# Pierre Monteux

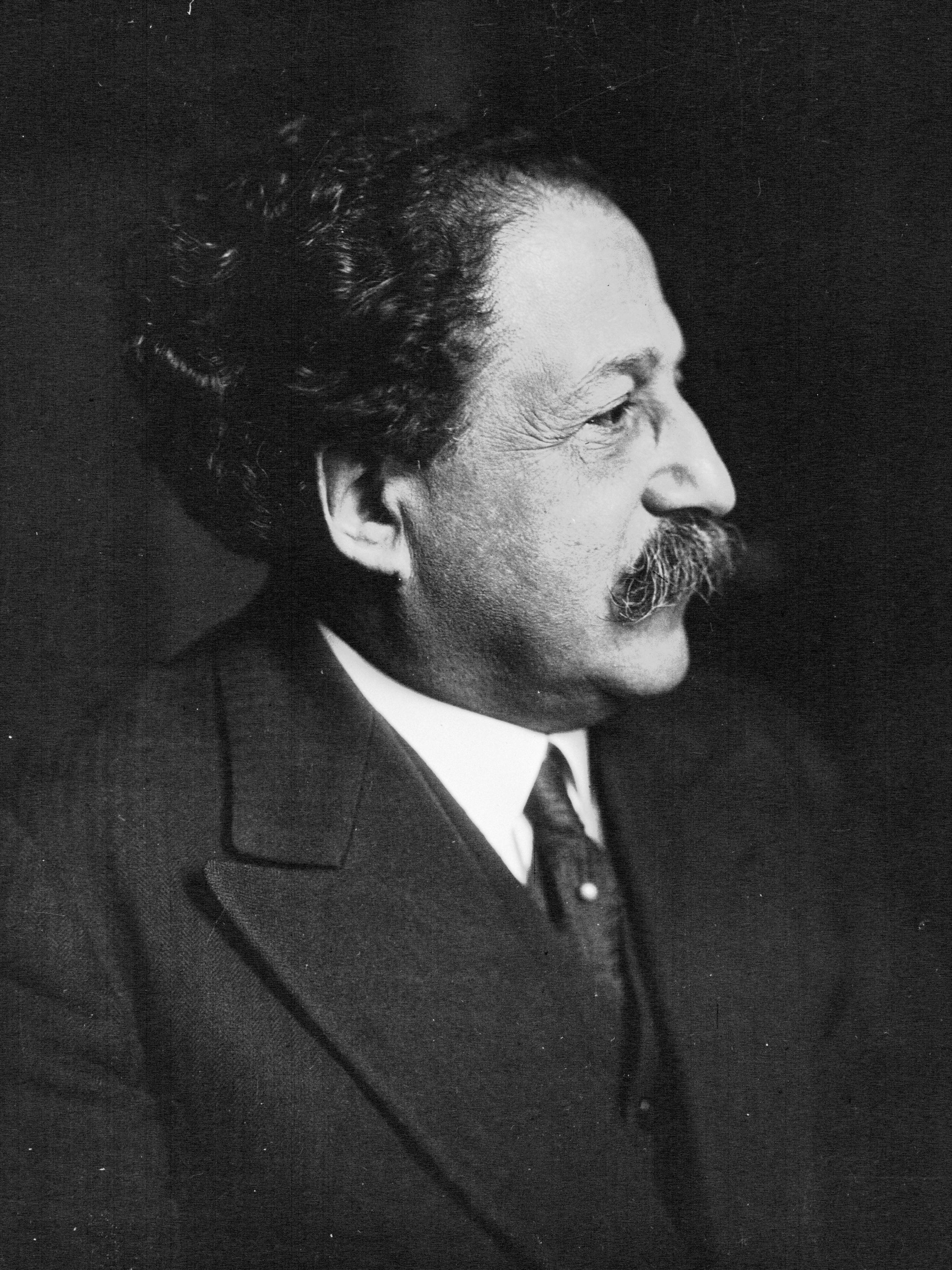
Pierre Monteux em 1933

Pierre Monteux (4 de abril de 1875 - 1 de julho de 1964) foi um maestro nascido em Paris, França que era naturalizado estadunidense.

## Vida e Carreira
Monteux estudou violino desde cedo, entrando no Concervatório de Paris aos nove anos de idade. Ele se tornou um ótimo violinista, bom o suficiente para ganhar o Prêmio do Conservatório em 1896 com Jacques Thinbaud. Em seu tempo livre ele também jogou no Folies Bergère. Mais tarde ele começou a estudar viola com Théophile Laforge e tocou no Geloso Quartet, um quarteto de cordas de Johannes Brahms, numa performance privada pelo compositor e na orquestra Opéra-Comique, tocando na secção das violas, na estreia da ópera Pelléas et Mélisande, de Claude Debussy em 1902.
Em 1910 Monteux teve um posto de condutor de orquestra no Cassino Dieppe. Em 1911 tornou-se condutor da companhia de ballet de Sergei Diaghilev, uma companhia russa vanguardista. Nesta companhia, ele conduziu as estreias de Petrushka, em 1911, e O Rito da Primavera em 1913, ambas de Ígor Stravinsky; Jeux de Claude Debussy em 1913 e Daphnis et Chloé de Maurice Ravel em 1912. Estas interpretações mudaram o curso de sua carreira, sendo conhecido no resto de sua vida por ser um grande maestro para obras da música francesa e russa.
Com a eclosão da Primeira Guerra Mundial, Monteux foi chamado para o serviço militar. Deixou o serviço militar em 1916 e acabou viajando para os Estados Unidos. Lá ele tomou conta do repertório francês no Metropolitan Opera em Nova Iorque de 1917 até 1919. Ele também conduziu a estreia americana da ópera O Galo Dourado de Rimsky-Korsakov no Metropolitan Opera.
Ele se mudou para Boston para comandar a Orquestra Sinfônica de Boston, no período de 1919 até 1924. Ele tinha uma grande influência sobre o estilo musical da orquestra de Boston. Ele introduziu uma série de novas obras de compositores franceses em Boston. Monteux realizou em 1924 a estreia americana de O Rito da Primavera, de Stravinsky.
Em 1924 Monteux começou sua parceria com a Orquestra Concertgebouw de Amsterdã, servindo como o primeiro maestro, juntamente com Willem Mengelberg. Em 1929 ele fundou a Orquestra Sinfônica de Paris, que ele conduziu ate 1935. No ano da fundação, ele conduziu a estreia da Sinfonia n.º 3 de Sergei Prokofiev.
Monteux então retornou para os Estados Unidos e trabalhou com a Orquestra Sinfônica de São Francisco entre 1935 até 1952. Em 1941 ele começou a gravar com a orquestra para a RCA Victor. Em 1943 ele fundou uma escola de condução de orquestra, chamada Pierre Monteux Escola para Maestros e Músicos Orquestrais, em Hancock. Lá ele ensinou futuros maestros, tais como Lorin Maazel, Neville Marriner, André Previn, Werner Torkanowsky e David Zinman. Em 1946 ele se tornou um cidadão estadunidense. Ele retornou em 1960 para São Francisco para conduzir a orquestra para gravar Richard Wagner e Richard Strauss. De 1961 até 1964 Monteux foi o principal maestro da Orquestra Sinfônica de Londres.
Pierre Monteux faleceu em Hancock em 1964.

## Repertório
Monteux gravou com a Orquestra Sinfônica de Boston, Orquestra Sinfônica de Chicago, Filarmônica de Viena, Orquestra Concertgebouw, Orquestra Sinfônica de São Francisco e a Orquestra Sinfônica de Londres.
- Johann Sebastian Bach
  - Suite n.º 2, com a Orquestra Sinfônica de Londres
- Ludwig van Beethoven
  - Sinfonias nº 1, 3, 6 e 8, com a Filarmônica de Viena
  - Sinfonias n.º 2, 4, 5, 7 e 9, com a Orquestra Sinfônica de Londres
  - Sinfonia n.º 3, com a Orquestra Concertgebouw
- Hector Berlioz
  - Sinfonia Fantástica, com a Orquestra Sinfônica de São Francisco
  - Sinfonia Fantástica, com a Filarmônica de Viena
  - Roméo et Juliette, com a Orquestra Sinfônica de Londres
- Johannes Brahms
  - Sinfonia Nº2, com a Orquestra Filarmônica de Viena
  - Concerto para Piano n.º 1, com Orquestra Sinfônica de Londres
  - Variações do Choral de Santo Antonio, com Orquestra Sinfônica de Londres
  - Concerto para Violino, com Orquestra Sinfônica de Londres
- Léo Delibes
  - Coppélia, Suite, com a Orquestra Sinfônica de Boston
  - Sylvia, Suite, com a Orquestra Sinfônica de Boston
- Claude Debussy
  - La Mer, com a Orquestra Sinfônica de Boston
  - Prélude Pa l'après-midi d'un faune, com a Orquestra Sinfônica de Londres
  - Imagens, com a Orquestra Sinfônica de Londres
  - Três Noturnas, com a Orquestra Sinfônica de Boston
- Antonin Dvorak
  - Sinfonia Nº7, com a Orquestra Sinfônica de Londres
- Edward Elgar
  - Variações Enigmáticas, com a Orquestra Sinfônica de Londres
- César Franck
  - Sinfonia, com a Orquestra Sinfônica de Chicago
- Christoph Gluck
  - Orfeo ed Euridice, com a Orquestra do Teatro da Ópera de Roma
- Joseph Haydn
  - Sinfonias Nº94 e 101, com a Filarmônica de Viena
- Aram Khachaturian
  - Concerto para Violino, com a Orquestra Sinfônica de Boston
- Franz Liszt
  - Les Preludes, com a Orquestra Sinfônica de Boston
- Jules Massenet
- Manon, com a Orquestra do Conservatório de Paris
- Wolfgang Amadeus Mozart
  - Concerto para Flauta, com a Orquestra Sinfônica de Londres
  - Concerto para Piano Nº12, com a Orquestra Sinfônica de Boston
  - Concerto para Piano Nº18, com a Orquestra Sinfônica de Boston
- Maurice Ravel
  - Bolero, com a Orquestra Sinfônica de Londres
  - Daphnis et Cholé, com a Orquestra Sinfônica de Londres
  - Pavane Pour Une Infante Défunte, com a Orquestra Sinfônica de Londres
  - Ma Mère l'Oye, com a Orquestra Sinfônica de Londres
  - Rapsodie Espagnole, com a Orquestra Sinfônica de Londres
  - La Valse, com a Orquestra Sinfônica de Londres
- Nikolai Rimsky-Korsakov
  - Schéhérazade, com a Orquestra Sinfônica de Londres
- Camille Saint-Saëns
  - Havanise, com a Orquestra Sinfônica de Boston
- Jean Sibelius
  - Sinfonia Nº2, com a Orquestra Sinfônica de Londres
- Richard Strauss
  - Morte e Transfiguração, Orquestra Sinfônica de São Francisco
- Ígor Stravinsky
  - Petrushka, com a Orquestra do Conservatório de Paris
  - Petrushka, com a Orquestra Sinfônica de Boston
  - A Sagração da Primavera, com a Orquestra Sinfônica de Boston
  - A Sagração da Primavera, com a Orquestra do Conservatório de Paris
- Piotr Tchaikovsky
  - Sinfonia Nº4, com a Orquestra Sinfônica de Boston
  - Sinfonia Nº5, com a Orquestra Sinfônica de Boston
  - Sinfonia Nº6, com a Orquestra Sinfônica de Boston
  - Lago dos Cisnes, com a Orquestra Sinfônica de Londres
- Giuseppe Verdi
  - La Traviata, com a Orquestra do Teatro da Ópera de Roma
- Richard Wagner
  - Siegfried Idyll, Orquestra Sinfônica de São Francisco

## Estreias notáveis
- Ígor Stravinsky, Petrushka (Paris - 13 de Junho de 1911)
- Maurice Ravel, Daphnis et Chloé (Paris - 8 de Junho de 1912)
- Claude Debussy, Jeux (Paris - 15 de Maio de 1913)
- Ígor Stravinsky, A Sagração da Primavera (Paris - 29 de Maio de 1913)
- Ígor Stravinsky, Nightingale (Paris - 26 de Maio de 1914)
- Foote, Uma Peça para Flauta e Cordas (Boston - Abril de 1923)
- Francis Poulenc, Concert Champêtre (Paris - 3 de Maio de 1929)